# Syndinea
Syndinea, Syndiniophyceae o Syndiniales es un grupo de protistas unicelulares de la superclase Dinoflagellata. Son exclusivamente parásitos o endosimbióticos de animales marinos y  protozoos. Se caracterizan por presentar un núcleo celular que nunca es dinocarión, por la ausencia de teca y un flagelo insertado lateralmente. Al ser parásitos de otros dinoflagelados pueden contribuir a finalizar las mareas rojas.

## Descripción
La forma trófica es frecuentemente multinucleada, y desarrolla divisiones para formar esporas mótiles con dos flagelos en un arreglo típico de dinoflagelado. Han perdido la teca y los cloroplastos y, al contrario que en los dinoflagelados típicos, el núcleo jamás es dinocarión. Un buen ejemplo es Amoebophrya, parásito de otros dinoflagelados y que puede contribuir a finalizar las mareas rojas.

## Clasificación
El grupo comprende incluye las líneas descubiertas en 2001 mediante la amplificación directa de genes de ARNr de muestras marinas de picoplancton, denominadas provisionalmente grupos I y II de alveolados marinos.
La colocación de Syndinea es difícil, usualmente se clasifica con los dinoflagelados, pero otras veces se sitúa en Protalveolata. Anteriormente se incluían aquí el género Spiromonas y la familia Spiromonadidae, que han sido invalidados: el género se ha renombrado a Colpodella y, por sus características primitivas se coloca ahora en su propio filo, Colpodellida. El género Oxyrrhis también ha sido trasladado a su propia clase.